# حديقة فكتوريا ليستر
حديقة فكتوريا في مدينة ليستر ، إنجلترا وهي حديقة عامة تبلغ مساحتها 69 فدانًا (279000 م 2). وتقع في الجنوب الشرقي من وسط المدينة، وهي خلف جامعة ليستر وقريبة من محطة سكة حديد ليستر.

## تاريخ الحديقة
كانت الحديقة تاريخيا جزءا من الحقول الجنوبية في ليستر، وكانت تستخدم كمضمار سباق بين 1806 وعام 1883 وبعد ذلك تم نقل مضمار سباق ليستر الذي تم بناؤه لهذا الغرض في حي أودبي في ليستر. تم افتتاح المكان كحديقة في عام 1882. ظل المدرج الفيكتوري في الحديقة حتى منتصف القرن العشرين، واستخدم ك بيت أو مبنى صغير بعد أن انتقل السباق إلى أودبي. وقد تضرر من قنبلة ألمانية في عام 1940 وهدم في وقت لاحق، وبني مبنى صغير في نفس الموقع وافتتح في عام 1958. لعب ليستر فوس (الذي أصبح فيما بعد نادي ليستر سيتي لكرة القدم) مناسبات مختلفة بين عامي 1884 و 1890.

## المرافق والخدمات
تضم حديقة فكتوريا مرافق لمختلف الرياضات، بما في ذلك التنس وكرة السلة والأطباق والكروكيه وكرة القدم والكريكيت. وقد أضيفت مؤخرا حديقة تزلج، وهناك ملعب مغامرات للأطفال الصغار. معظم ارض الحديقة مستوية، وتستخدم الأراضي العشبية المفتوحة المساحة الأكبر على وجه الخصوص يستخدم أحيانا كمكان للأحداث في الهواء الطلق – في السنوات الأخيرة وشمل ذلك راديو بي بي سي 1 يوم الأحد الكبير، كرنفال ليستر الكاريبي، ليستر الكبرياء ومهرجان الموسيقى الصيفي. وتم اقامة حفل ل فرقة كاسابيان الموسيقية أيضا حيث بيعت 50,000 تتذكرة. ويوفر المبنى الصغير مرافق تغيير الملابس الرياضية، كمايوجد به مقهى.

## المعالم
الحديقة هي موطن لاثنين من النصب التذكارية. اولا قوس الذكرى، وهو قوس رباعي، تم تصميمه من قبل إدوين لوتينز وبني في عام 1923، لإحياء ذكرى قتلى الحرب العالمية الأولى. اما النصب التذكاري الآخر، وهو مبنى يعرف ب الدرجة الأولى، يقع في نهاية الجزء العلوي من ممشى زينة أو ("مسيرة السلام") نصب الدرجة الإلى مع بوابات موجودة في نهاية الممر مشرفة على شارع الجامعة وصممها أيضا لوتينز. وهناك أيضا نصب تذكاري أصغر بالقرب من المقهى يحيي ذكرى الفرقة الأمريكية 82 المحمولة جوا، المتمركزة في ليستر قبل يوم النصر. كما تم تصميم البوابات والنزل على جانب طريق لندن من الحديقة من قبل لوتينز وبنيت في عام 1930.

## رياضة
تقام رياضة الباركرون (وهي رياضة مشي ل مجموعة من الناس لمسافة 5 كليومتر) في الحديقة صباح كل يوم سبت في الساعة 9 صباحا.